# Katav-Ivanovsky (huyện)
Huyện Katav-Ivanovsky (tiếng Nga: ? райо́н) là một huyện hành chính tự quản (raion), của Tỉnh Chelyabinsk, Nga. Huyện có diện tích 3353 kilômét vuông, dân số thời điểm ngày 1 tháng 1 năm 2000 là 19800 người. Trung tâm của huyện đóng ở Katav-Ivanovsk.